# 蔵元青年の会
蔵元青年の会（くらもとせいねんのかい）は、国税庁醸造試験所（後に、国税庁醸造研究所・現在は酒類総合研究所）で研修を終了した酒造会社（蔵元）の後継者達が1998年に結成した任意団体。消費者に対する日本酒の啓蒙活動を行っている。